# Takenoko
El Takenoko és un joc de taula d'Antoine Bauza el 2011 que literalment significa “brot de bambú”. Després de la finalització dels conflictes diplomàtics entre el Japó i la Xina, com a gest de bona fe, l'Emperador xinès ha regalat al seu homòleg un animal sagrat, un panda gegant.

## Orígens
L'Emperador japonès ha demanat a la seva cort (els jugadors) que cuidin, el millor possible, l'animal construint un jardí de bambú. Per tant, els jugadors han de cultivar les parcel·les, fer que arribi l'aigua i fer créixer les tres espècies de bambú (verda, groga i rosa).

## Reglament
El joc està compost per les parcel·les de diferents colors i l'estanc inicial, els brots de bambú que s'apilen en vertical, els canals d'irrigació, els hexàgons de millora, el jardiner, el panda, les cartes d'objectius (de tres tipus: menjar, posició parcel·les i creixement de brots), el dau de clima i la carta de l'emperador.
Cada jugador disposa d'una carta de joc on surt el temps (decidit pel dau) i les dues accions que poden dur-se a terme: posar parcel·la, irrigar, moure el jardiner, moure el panda per menjar o bé, demanar nou objectiu.
L'objectiu del joc és anar complint els diferents objectius que cada jugador té a la mà el més ràpid possible, atès que quan un jugador aconsegueix el seu setè, vuitè o novè objectiu (depenent de si juguen quatre, tres o dos jugadors respectivament) es juga la darrera ronda i es fa el recompte final de punts. No sempre coincideix que qui té més objectius fets és qui guanya, atès que hi ha objectius que valen més que d'altres
Existeix una extensió en la que apareix una panda femella que si coincideix en la mateixa casella que el panda mascle fa que tinguin un bebè panda que dona una carta extra que permet obtenir millores i sumar punts al recompte final.